# Wilhelm Nordin
Wilhelm Nordin (* 26. April 1924 in Brünn; † 7. Mai 1993) war ein deutscher Marineoffizier.

## Leben
Nordin war bis Ende 1941 als Arbeiter tätig. Von Dezember 1941 bis November 1945 stand er im Dienst der deutschen Kriegsmarine, zuletzt als Steuermannsobergefreiter. Er kam 1945 in Norwegen in US-amerikanische Kriegsgefangenschaft.
Nach der Gefangenschaft ging Nordin in die Sowjetische Besatzungszone, wurde 1946 Mitglied der SED und Angehöriger der Deutschen Volkspolizei und absolvierte 1948 die Höhere Polizeischule.  Er trat 1950 in die Hauptverwaltung Seepolizei ein und war bis 1951 Stellvertreter für Lehrfragen der See-Offiziers-Schule in Parow im Rang eines Seepolizei-Oberrats. Im Januar 1952 übernahm er die Leitung der Seeoffizier-Lehranstalt in Stralsund. In dieser Funktion verblieb er, als die Seepolizei im Juli 1952 in die Volkspolizei See umgewandelt wurde.
Von 1955 bis 1956 nahm er an einem Lehrgang an der Seekriegsakademie N. G. Kusnezow der sowjetischen Marine in Leningrad teil und kehrte auf seinen alten Dienstposten zurück. Von 1958 bis 1961 war Nordin Stellvertrete Chef des Stabes im Kommando Volksmarine und vom 1. August 1961 bis 24. Februar 1963 Stellvertreter des Chefs Volksmarine und Chef des Stabes im Rang eines Kapitäns zur See. Dann erfolgte seine Versetzung an die Militärakademie Dresden, wo er 1968 promovierte und bis 1976 stellvertretender Kommandeur und Leiter der Fakultät bzw. der Sektion Seestreitkräfte war. Während dieser Zeit wurde er 1966 zum Konteradmiral ernannt. 1971 erfolgte seine Berufung zum ordentlichen Professor für Militärwissenschaft. Von 1976 bis 1982 nahm er als stellvertretender Leiter der DDR-Delegation an der III. UNO-Seerechtskonferenz teil.  Von 1976 bis 1984 war Prof. Dr. rer. mil. Nordin Kommandeur der Offiziershochschule der Volksmarine „Karl Liebknecht“  in Stralsund und hatte dort eine Professur inne.
Anlässlich des Nationalfeiertages der DDR wurde er am 7. Oktober 1978 zum Vizeadmiral befördert.
Im Alter von 60 Jahren wurde er in den Ruhestand versetzt.

## Auszeichnungen
- 1961 Vaterländischer Verdienstorden in Bronze[7]
- 1973 Kampforden „Für Verdienste um Volk und Vaterland“
- 1973 Friedrich-Engels-Preis
- 1981 Ehrentitel Verdienter Angehöriger der Nationalen Volksarmee
- 1984 Vaterländischer Verdienstorden in Gold[8]